# Pilica (Slesia)
Pilica è un comune urbano-rurale polacco del distretto di Zawiercie, nel voivodato della Slesia.
Ricopre una superficie di 138,89 km² e nel 2004 contava 9 183 abitanti.